# Sibirischer Goldregenpfeifer

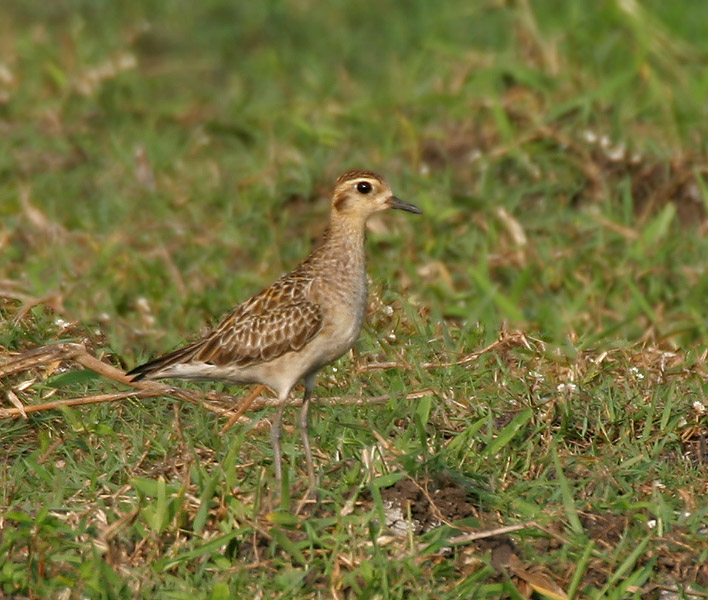
Sibirischer Goldregenpfeifer im Ruhekleid

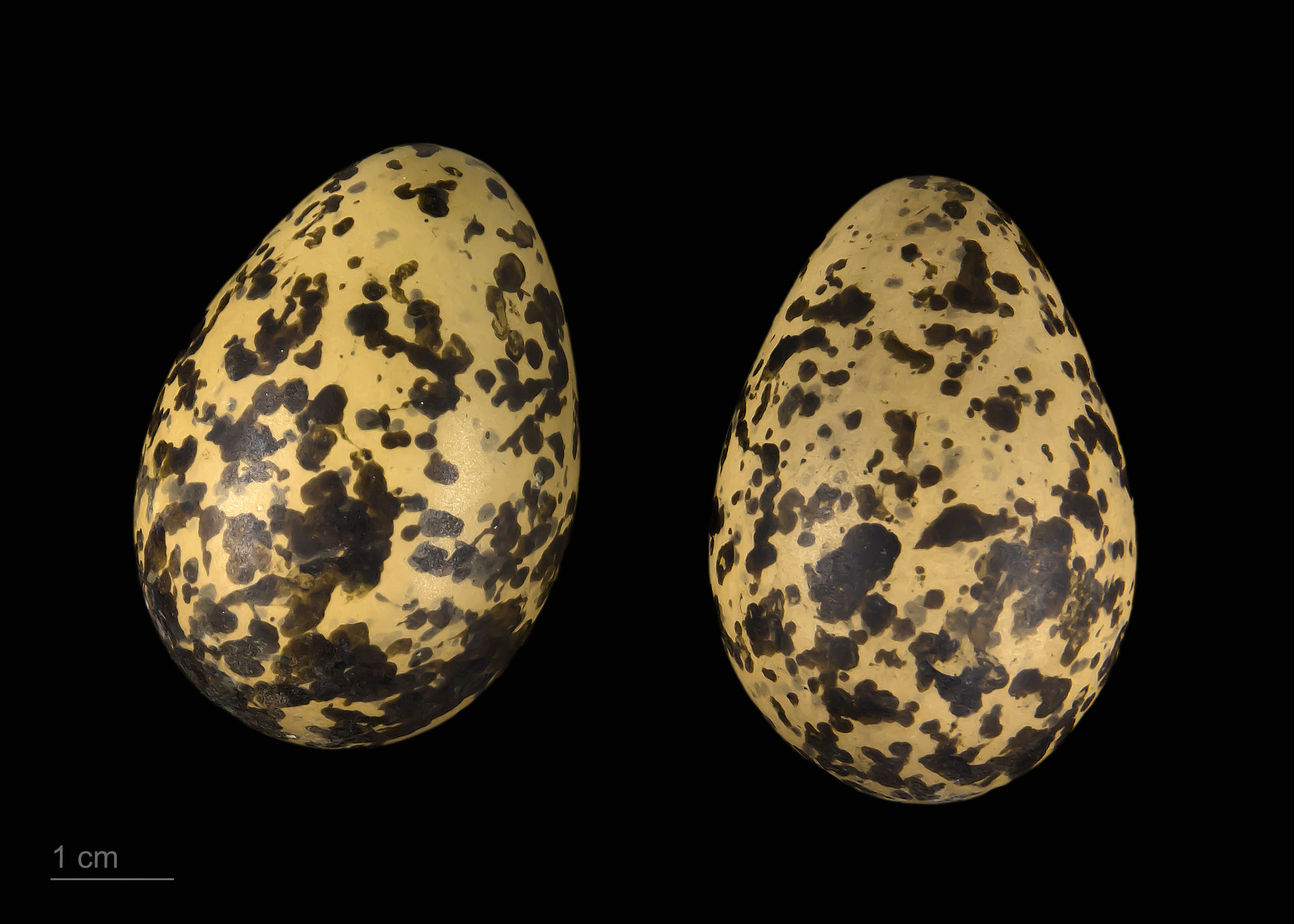
Pluvialis fulva

Der Sibirische Goldregenpfeifer (Pluvialis fulva), auch Tundra-Goldregenpfeifer oder Pazifischer Goldregenpfeifer genannt, ist eine monotypische Art aus der Familie der Regenpfeifer. Die im Norden der Paläarktis brütende Art kommt in Europa fast regelmäßig als Durchzügler und Irrgast vor. In den Niederlanden ist sie häufiger zu beobachten als der Prärie-Goldregenpfeifer.

## Beschreibung
Der Sibirische Goldregenpfeifer erreicht eine Körperlänge von 23 bis 26 Zentimeter und wiegt zwischen 100 und 162 Gramm. Die Flügelspannweite beträgt sechzig bis siebzig Zentimeter. Verglichen mit dem in Mitteleuropa regelmäßig durchziehenden und auch noch sehr vereinzelt brütenden Goldregenpfeifer ist der Sibirische Goldregenpfeifer langbeiniger und langflügeliger. Im Prachtkleid ist die schwarze Körperunterseite ausgedehnter. 
Im Prachtkleid ist das Gesicht und der Hals schwarz mit einer weißen Abgrenzung. Die Brust ist gleichfalls schwarz. Die Körperoberseite ist auffällig gefleckt. Die Vollmauser ins Schlichtkleid durchläuft diese Regenpfeiferart nach der Brut im Zeitraum Juli bis Dezember. Im Ruhekleid ist der Sibirische Goldregenpfeifer unauffällig bräunlich gefärbt. Brust und Gesicht sind gelblich braun, die Körperunterseite ist weißlich. 
Die Beine sind in allen Kleidern schwarz.

## Verbreitung und Lebensweise

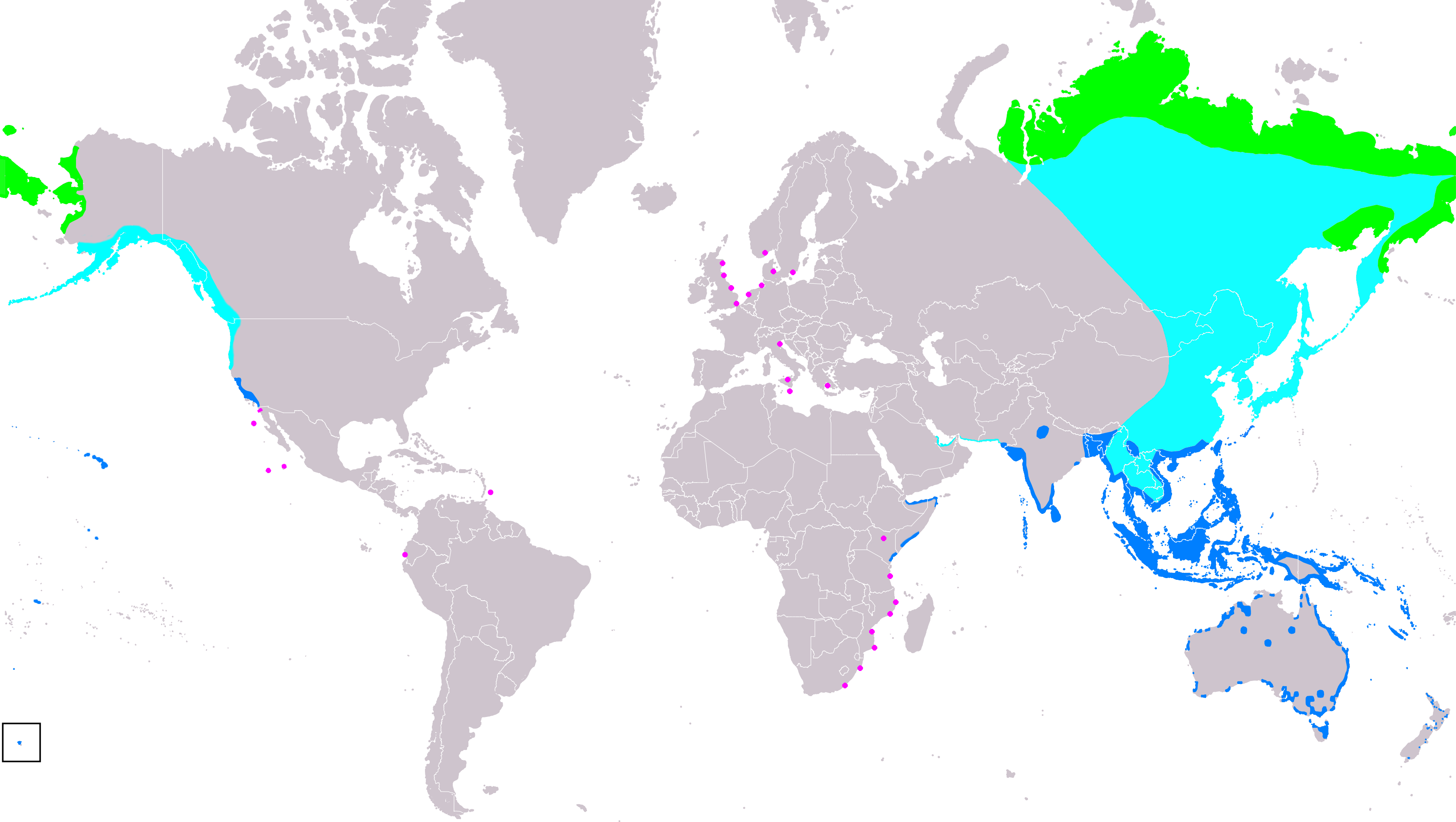
Verbreitung des Sibirischen Goldregenpfeifers:
Brutgebiete
Migration
Überwinterungsgebiete
Streifzüge (Saisonalität unsicher)

Der Sibirische Goldregenpfeifer ist ein Brutvogel der Tundren Nordsibiriens. Sein Verbreitungsgebiet reicht dort von der Jamal-Halbinsel bis zur Beringstraße und Kamtschatka. Er kommt außerdem im Westen Alaskas vor. Er ist ein Langstreckenzieher und überwintert in Südostasien, in der Australis sowie an den Küsten des nördlichen Ostafrikas. Einige wenige Wintergäste sind auch an der Küste Südkaliforniens zu beobachten. Als Irrgast ist er in den meisten europäischen Ländern bereits beobachtet worden. Auch in der Türkei, in Jordanien und in Ägypten ist diese Art bereits aufgetaucht. Relativ regelmäßig wird er auf der Arabischen Halbinsel und hier vor allem in den Vereinigten Arabischen Emiraten und Oman beobachtet. An der Küste von Eritrea und Somalia ist er ein verhältnismäßig regelmäßiger Wintergast.
Aus seinen Brutgebieten zieht er gewöhnlich ab Ende Juli und Anfang August ab. Die ersten Überwinterungsvögel erreichen Afrika bereits im August. Während des Durchzugs hält er sich auf kurzrasigen Weiden, Prärie, Schlammflächen sowie an See- und Flussufern auf. Für die Art ist eine hohe Brutorttreue nachgewiesen worden. Diese ist besonders bei den Männchen sehr ausgeprägt.

## Systematik
Über lange Zeit hielt man den Sibirischen Regenpfeifer für eine Unterart des Prärie-Goldregenpfeifers. Das Verbreitungsgebiet dieser beiden Arten überlappt sich jedoch stellenweise im Westen Alaskas sowie – seltener – auf der Tschuktschenhalbinsel. In diesem Gebiet kommt es zu keiner Vermischung zwischen diesen beiden Arten, was der Anlass war, dem Sibirischen Regenpfeifer einen eigenständigen Artstatus zu geben.

## Belege

### Einzelbelege
1. ↑   Bauer et al., S. 432
2. ↑   Delany et al., S. 187
3. ↑   Delany et al., S. 189
4. ↑   Sale, S. 177